# Σ軌道
σ軌道（シグマきどう、英: σ orbital）とは、LCAO分子軌道法によって分子軌道を近似したとき、結合のある2つの原子核を結ぶ直線を軸として、回転対称な空間分布を持つ電子軌道のことである。σ軌道上に存在する電子はσ電子（しぐまでんし）と呼ぶ。多原子分子のσ電子はπ電子に比べて結合エネルギーが大きい。σ電子が引き寄せられることによって誘起が起こる。

## 表記法
例えば原子の1s軌道からできたσ軌道をσ1sと書き表す。また、結合性のσ軌道をσ、反結合性のσ軌道をσ*と書き表す。